# Konrádov
Konrádov (německy Konradsthal) je malá vesnice a část obce Blatce v okrese Česká Lípa. Nachází se asi tři kilometry jižně od Blatců. Prochází zde silnice II/259. Konrádov leží v katastrálním území Tubož o výměře 5,78 km². Osada vznikla v roce 1700. Vesnicí protéká potok Pšovka.

## Historie
Vesnici založil v první polovině osmnáctého století hrabě Konrád ze Sparru.

## Obyvatelstvo
Při sčítání lidu v roce 1921 ve vsi žilo 91 obyvatel (z toho 48 mužů) německé národnosti a římskokatolického vyznání. Podle sčítání lidu z roku 1930 měla vesnice 93 obyvatel se stejnou národnostní i náboženskou strukturou.

## Doprava
Severojižním směrem obcí ležící v Konrádovském dole prochází silnice od Dubé a je zde autobusová zastávka, která je však obsluhována spoji na trase Doksy–Mšeno jen ve vybraných dnech během letní turistické sezóny. Železniční trať poblíž není. Z Konrádova vede zeleně značená cesta na západ do Údolí bílých skal, směrem na východ vede zelená trasa ke Zkamenělému zámku a k Vrátenské hoře.

## Pamětihodnosti
- Hrad u Konrádova neboli Zkamenělý zámek je pozůstatkem ostrožného hrádku, z něhož se dosud zachovala ve skále vytesaná světnice.[9]
- Jako kulturní památky jsou v Konrádově chráněny roubené podstávkové usedlosti čp. 9 a 14, malá kaple a zvonička „vidlák“.[10]
- U chalupy čp. 7 se natáčel seriál Zdivočelá země nebo videoklip ke skladbě Šrouby a Matice od skupiny Mandrage.

## Galerie

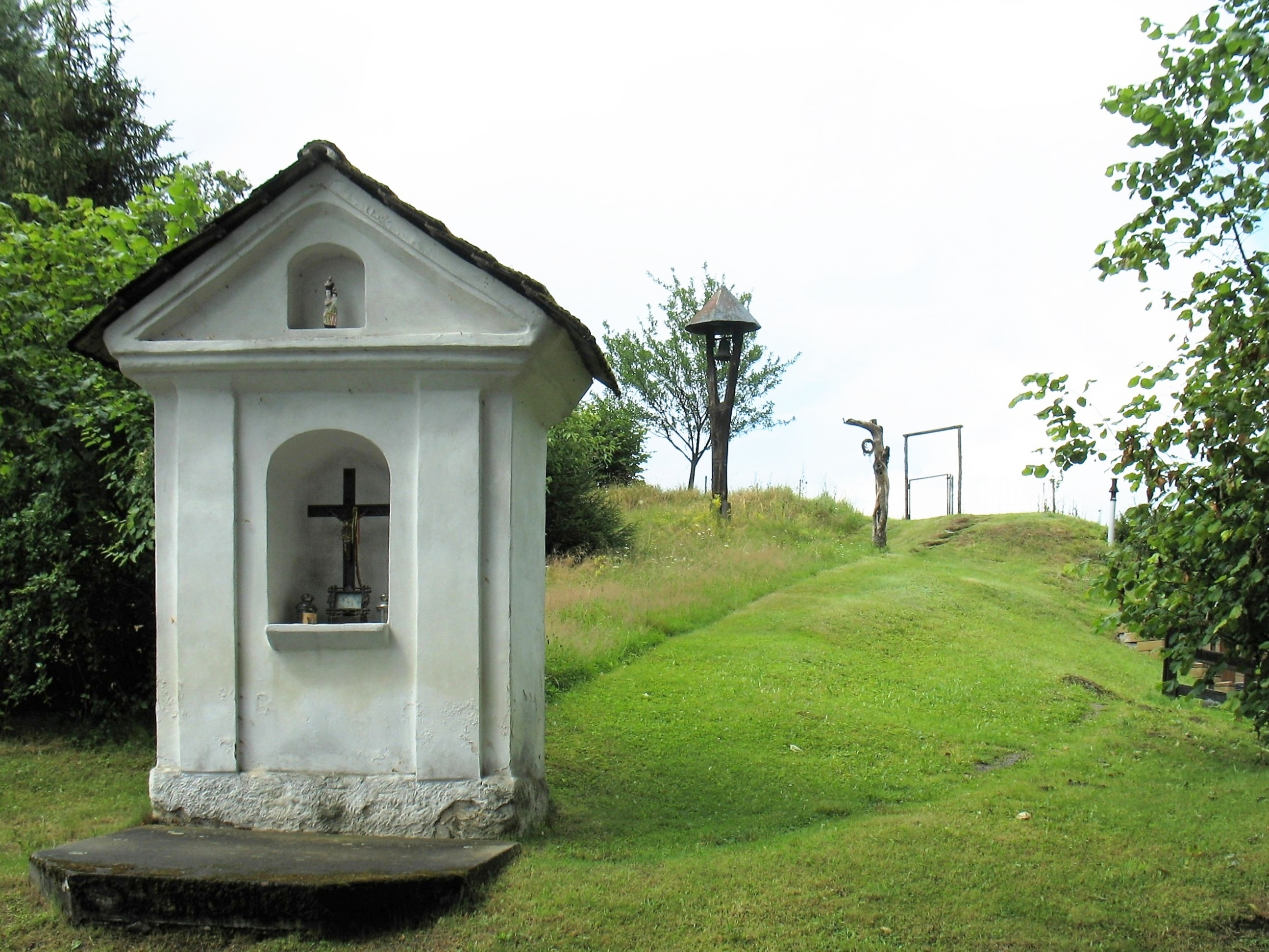
Kaple a dřevěná zvonička
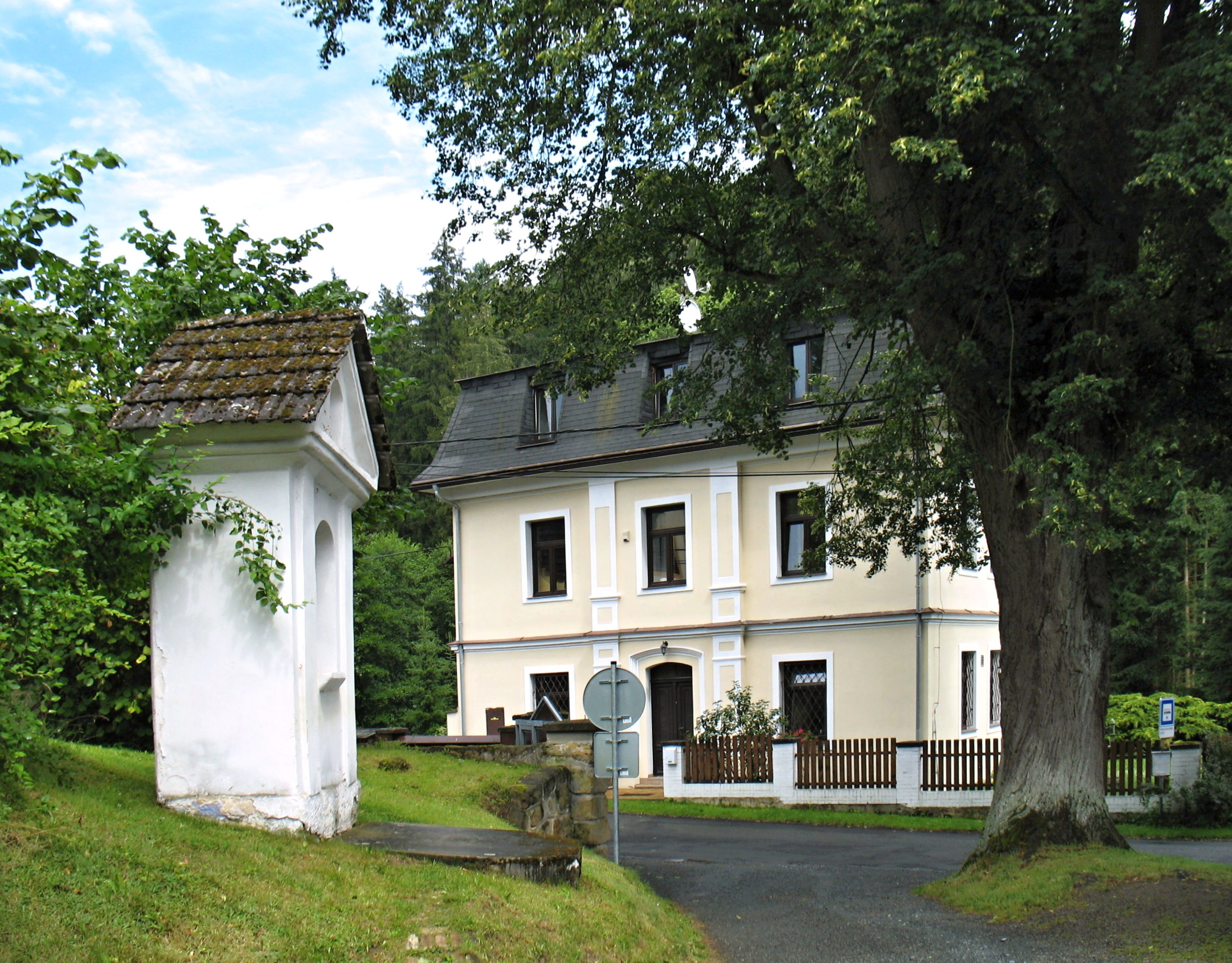
Kaple a dům u autobusové zastávky
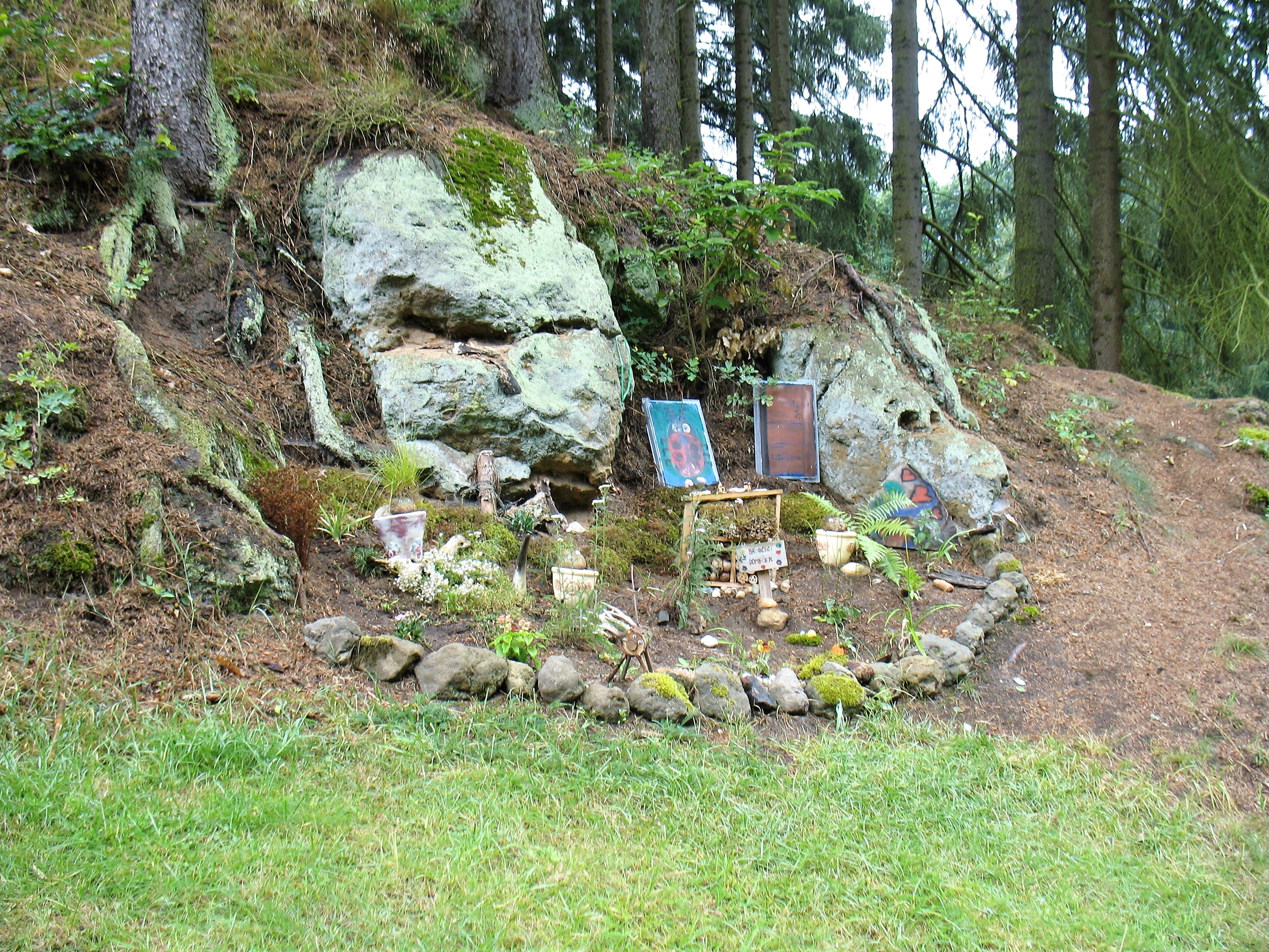
Chalupářské zátiší u turistické cesty
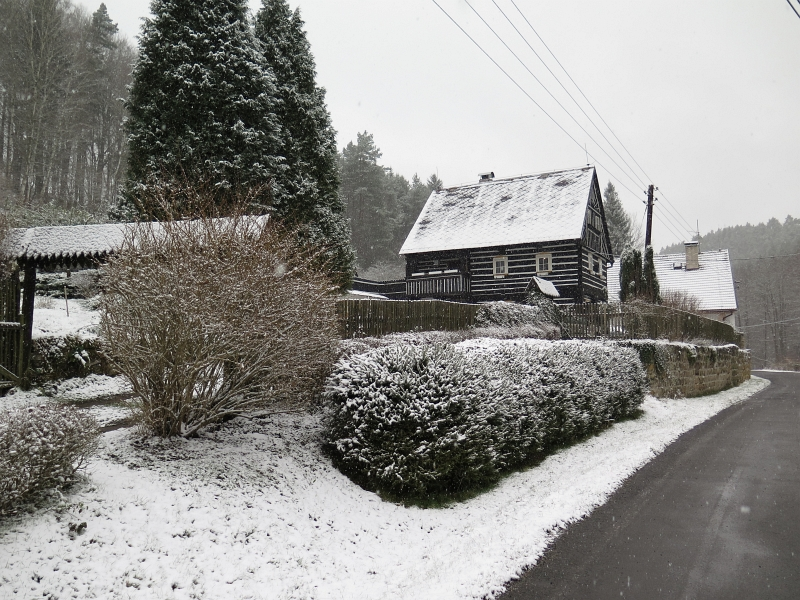
Památkově chráněná usedlost čp. 9
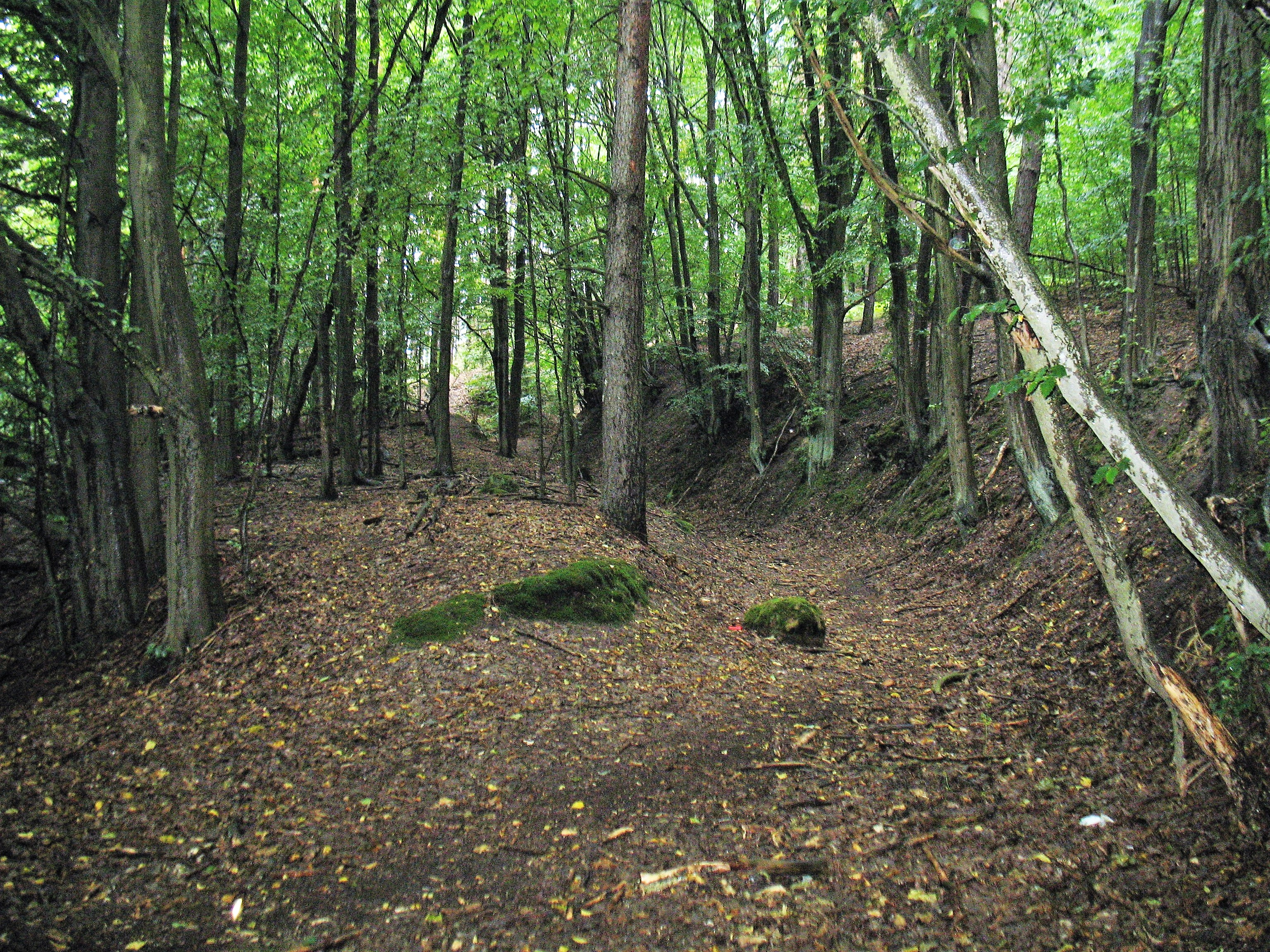
Stará lesní cesta